# Stromatopelma
Genre
Synonymes
- Scodra Becker, 1879

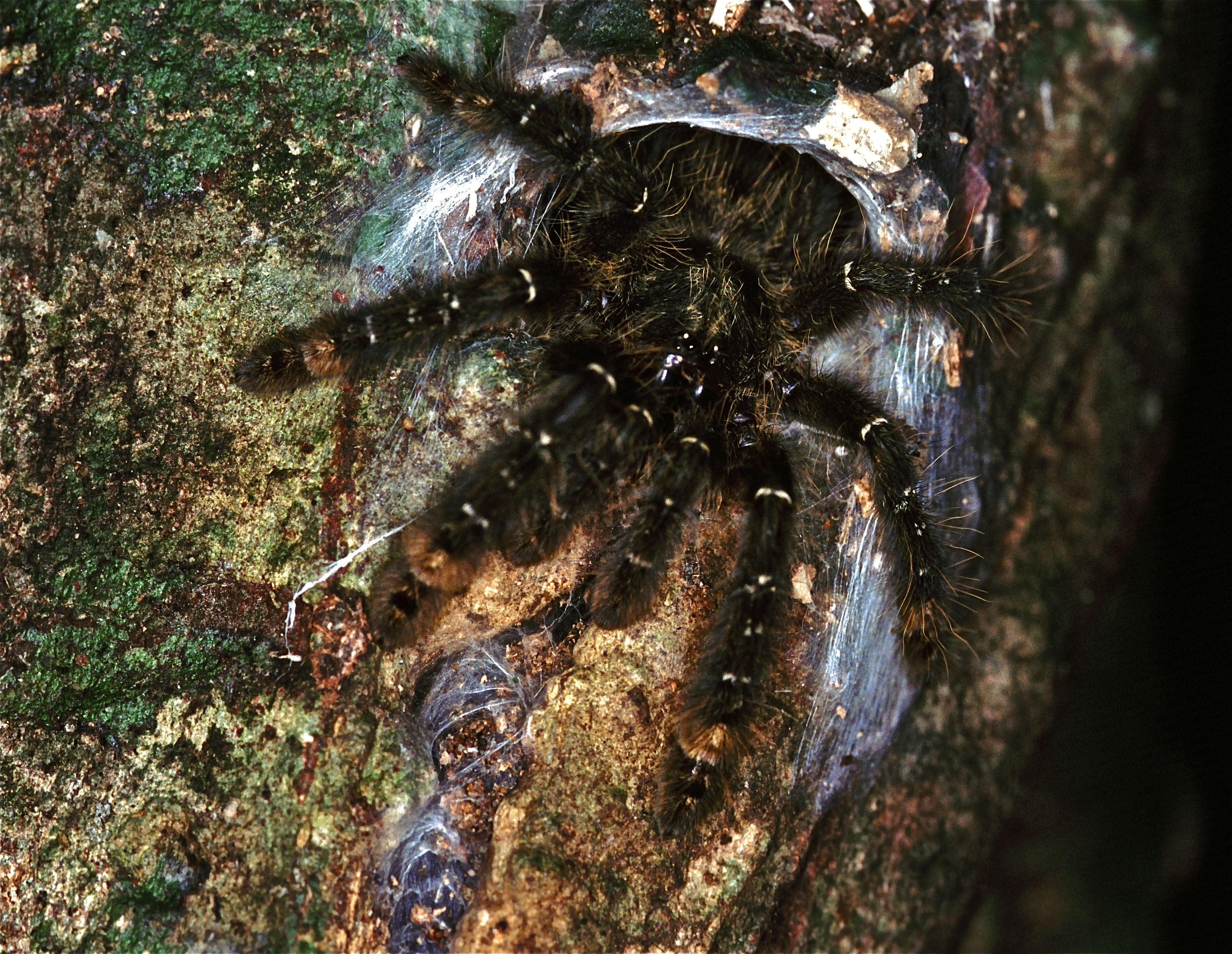
photo d'une tarentule Stromatopelma

Stromatopelma est un genre d'araignées mygalomorphes de la famille des Theraphosidae.

## Distribution
Les espèces de ce genre se rencontrent en Afrique de l'Ouest et en Afrique équatoriale.

## Liste des espèces
Selon World Spider Catalog (version 19.0, 24/05/2018) :
- Stromatopelma batesi (Pocock, 1902)
- Stromatopelma calceatum (Fabricius, 1793)
- Stromatopelma fumigatum (Pocock, 1900)
- Stromatopelma pachypoda (Strand, 1908)
- Stromatopelma satanas (Berland, 1917)

## Publication originale
- Karsch, 1881 : Eine neue Vogelspinne aus Südafrika. Berliner entomologische Zeitschrift, vol. 25, no 2, p. 217-218.